# Vladimir Manchev
Vladimir Ivanov Manchev, né le 6 octobre 1977 à Pazardjik, est un footballeur bulgare.
Sa compagne est Eleonora Mancheva, élue Miss Bulgarie 2001.

## Biographie
Évoluant au poste d'attaquant, c'est un joueur athlétique de 1,83 m pour 78 kg. Formé à l'école du football bulgare, il marque buts sur buts au CSKA Sofia. Première sélection contre la Macédoine (1-0) le 15 août 2001. En 2002, il signe au Lille OSC où il est très apprécié du public lillois, aussi bien en 2003 qu'en 2004, il finit meilleur buteur du club.
Cependant, il se blesse lourdement en février 2004 et perd sa place de titulaire au profit de Matt Moussilou.
Pour rebondir, il part à l'été 2004 pour l'Espagne où il signe au Levante UD.
Lors de la saison 2006-2007, écarté du groupe de Levante UD, il trouve un accord avec le club pour mettre fin à son contrat. Il a signé dans la foulée pour le club de Segunda División du Real Valladolid.
6 mois plus tard, il quitte son club pour le Celta Vigo où il joue peu (8 matchs) et retourne à Real Valladolid après avoir résilié le contrat qui le liait au Celta Vigo.
Il signe pour 6 mois et espère trouver une place dans une équipe du milieu de tableau. En 2008, il retourne en Bulgarie, au CSKA Sofia. Très apprécié des fans du club, il marque son retour au club par un doublé lors de son 1er match le 25 octobre 2008 contre Chernomorets Burgas. Il inscrit 4 buts en 4 matchs, malheureusement, le 28 novembre 2008, il se blesse au genou lors du match nul 2-2 contre le Lokomotiv Mezdra (en) et est indisponible jusqu'à la fin de la saison.

## Statistiques
| Saison          | Club                     | Pays     | Championnat      | Championnat | Championnat | Championnat  | Championnat  | Europe | Europe | Europe |
| Saison          | Club                     | Pays     | Division         | Matchs      | Buts        | Cartons      | Cartons      | Coupe  | Matchs | Buts   |
| --------------- | ------------------------ | -------- | ---------------- | ----------- | ----------- | ------------ | ------------ | ------ | ------ | ------ |
| Saison          | Club                     | Pays     | Division         | Matchs      | Buts        | Carton jaune | Carton rouge | Coupe  | Matchs | Buts   |
| 1996 - 1997     | PFK Spartak Pleven       | Bulgarie | Championnat      | 4           | 1           | ?            | ?            | /      | -      | -      |
| 1997 - 1998     | Chardafon Gabrovo        | Bulgarie | Championnat D2   | 16          | 3           | ?            | ?            | /      | -      | -      |
| 1998 - 1999     | Hebar Pazardzhik         | Bulgarie | Championnat D3   | 21          | 15          | ?            | ?            | /      | -      | -      |
| 1998 - 1999     | CSKA Sofia               | Bulgarie | Championnat      | 14          | 7           | ?            | ?            | /      | -      | -      |
| 1999 - 2000     | CSKA Sofia               | Bulgarie | Championnat      | 20          | 12          | ?            | ?            | C3     | 3      | 1      |
| 2000 - 2001     | CSKA Sofia               | Bulgarie | Championnat      | 24          | 15          | ?            | ?            | C3     | 4      | 0      |
| 2001 - 2002     | CSKA Sofia               | Bulgarie | Championnat      | 25          | 21          | ?            | ?            | C3     | 6      | 4      |
| 2002 - 2003     | Lille OSC                | France   | Ligue 1          | 35          | 7           | 3            | 0            | /      | -      | -      |
| 2003 - 2004     | Lille OSC                | France   | Ligue 1          | 30          | 13          | 5            | 0            | /      | -      | -      |
| aout 2004       | Lille OSC                | France   | Ligue 1          | 1           | 0           | 0            | 0            | IT     | 3      | 1      |
| 2004 - 2005     | Levante UD               | Espagne  | Liga             | 32          | 6           | ?            | ?            | /      | -      | -      |
| 2005 - 2006     | Levante UD               | Espagne  | Segunda División | 28          | 7           | ?            | ?            | /      | -      | -      |
| 2006 - jan 2007 | Levante UD               | Espagne  | Liga             | 0           | -           | -            | -            | /      | -      | -      |
| jan à juin 2007 | → Real Valladolid (prêt) | Espagne  | Segunda División | 17          | 6           | ?            | ?            | /      | -      | -      |
| 2007 - jan 2008 | Celta Vigo               | Espagne  | Segunda División | 8           | 0           | -            | -            | /      | -      | -      |
| jan 2008 - 2008 | Real Valladolid          | Espagne  | Liga             | 5           | 0           | ?            | ?            | /      | -      | -      |
| 2008 - 2009     | CSKA Sofia               | Bulgarie | Championnat      | 4           | 4           | ?            | ?            | /      | -      | -      |
| 2009 - 2010     | CSKA Sofia               | Bulgarie | Championnat      | 9           | 1           | ?            | ?            | C3     | 3      | -      |

Stats au 19.12.2009

## Palmarès
- Vainqueur de la Coupe Intertoto UEFA en juillet 2004.
- Vainqueur de la Coupe de Bulgarie en 1999.
- Meilleur buteur du Championnat Bulgare en 2001-2002
- Vice-champion de Bulgarie en 2009 (CSKA Sofia).